# 尼古拉·亞歷山德羅維奇·莫羅佐夫
尼古拉·亞歷山德羅維奇·莫羅佐夫（俄语：Никола́й Алекса́ндрович Моро́зов，1854年7月7日—1946年7月30日）是一名因對抗沙皇專制制度而被囚25年的俄國社会主义革命家。他還是一名在科學和歷史領域有論文發表的學者，更是俄國的航空先驅。他以88歲的年齡在蘇聯紅軍短暫服役，作為第二次世界大戰期間的一名狙擊手，是二戰中年齡最大的戰鬥人員。

## 早年及革命活動

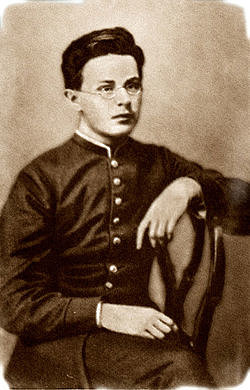
圖為學生時期的莫羅佐夫。

莫羅佐夫生於雅羅斯拉夫爾省的博羅克村（今涅科烏茲區），父親是富有的地主，母親是他土地所屬的農奴女。他最初在家接受教育，之後在1869年開始到莫斯科第二文理中學學習。他不喜歡那裏的课程，特別是拉丁語和神聖法。他創立了一個非正式自學自然科學的圈子。 他還穿了莫斯科國立大學的校服，偽裝成那裏的學生去上課。他因為派發未被學校審查部准許的科學雜誌而被學校退學。由於他很早就展現了對政治的興趣，所以他在學生時期就進了警察的監視名單。他加入了柴可夫斯基圈子，並積極地向莫斯科省、沃羅涅日省和庫爾斯克省的農民散播宣傳材料，直至警方的指控迫使他回到莫斯科為止。他移居至聖彼得堡，之後在1874年又移居到日內瓦。
他在1875年回到俄羅斯，並在邊境被拘捕，但不久後就因他父親付了保釋金而被釋放。他又再次投身革命事業，向薩拉托夫行政區的農民散播宣傳材料。
莫羅佐夫在1878年回到了聖彼得堡，成為了“土地與自由”組織的成員，並與擔任喉舌《土地與自由》的共同主編（另一位主編為謝爾蓋·克拉夫欽斯基）。在該組織因策略而發生內訌時，它在1879年8月被分裂成兩個組織。莫羅佐夫拒絕繼續採用政治宣傳來帶來社會轉變，取而代之的則是直接行動。他加入了兩個分派中較激進的民意黨，後來還成為該黨的領袖。
奧爾加·柳巴托維奇在1880年和莫羅佐夫離開了民意黨，並前往日內瓦和倫敦居住，他們在倫敦被介紹給卡爾·馬克思認識。在流放期間，莫羅佐夫寫下了《恐怖分子的掙扎》這一本小冊子，當中說明了他對如何在俄國實現民主社會的觀點。他支持了大量的小型獨立恐怖分子組織，並對這個方法能讓沙皇的秘密警察難以拘捕他們提出支持。那樣做還能避免小組織的領導奪權，在沙皇被推翻後形式寡頭獨裁。
莫羅佐夫為了派發《恐怖分子的掙扎》而在1881年1月28日回到俄國，並在邊境被拘捕。他被囚禁在蘇瓦烏基。剛分娩完的柳巴托維奇決定嘗試營救莫羅佐夫。然而，她的計劃沒有實現，她在1882年11月被捕後被流放到西伯利亞。

## 晚年與思想

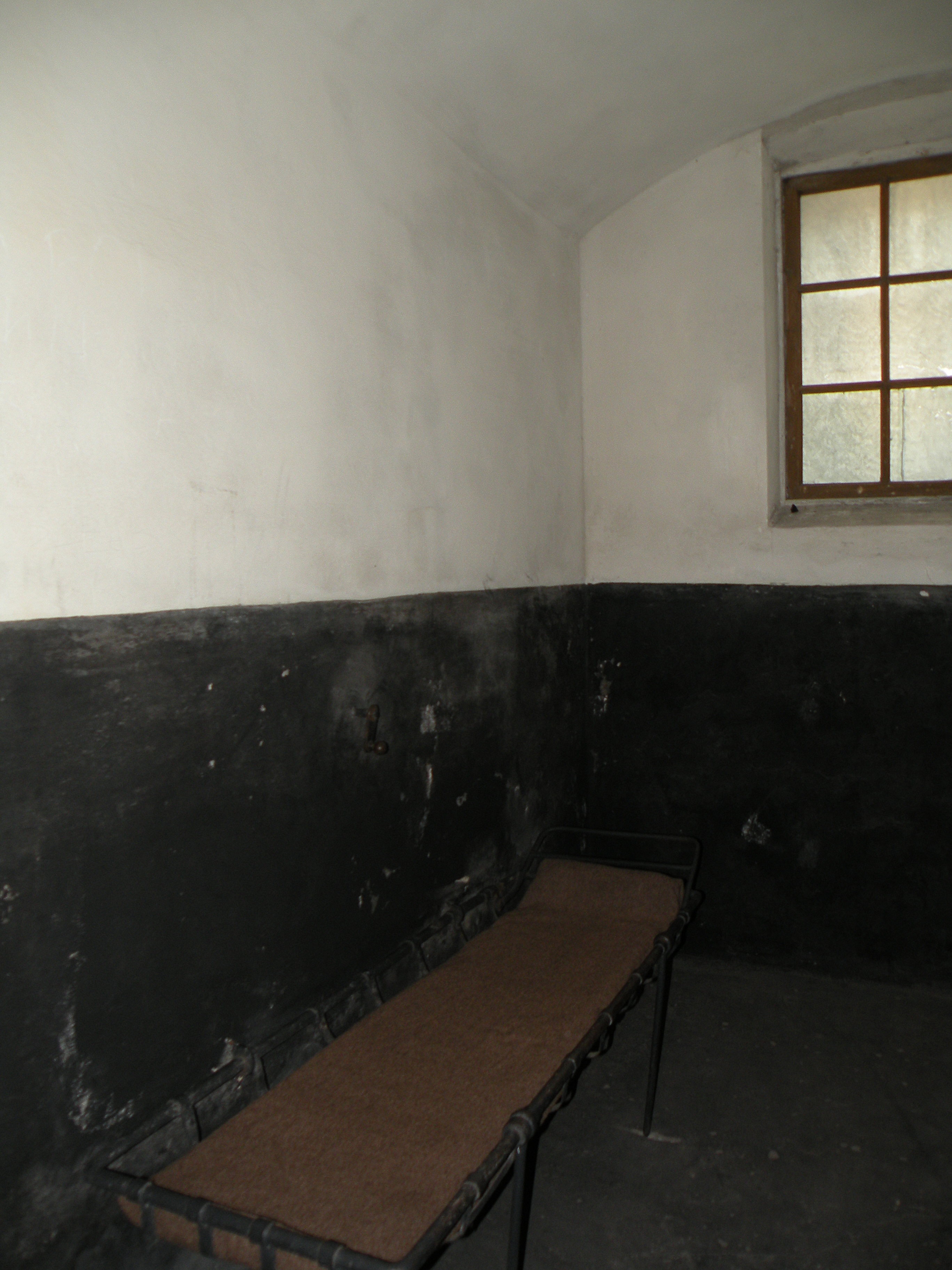
圖為莫羅佐夫在什利謝利堡要塞的囚室。

莫羅佐夫在1882年至1905年之間因政治活動而被囚禁於彼得保羅要塞和什利謝利堡要塞。他在這段期間寫了一些政治詩篇，並開始深入鑽研物理学、化學、天文學和歷史。在獲得可以使用神學文獻的准許後，他學習了希伯來語，並開始深入鑽研聖經歷史。他在1905年獲釋之後在聖彼得堡國立大學教授化學和天文學。他在1907年獲選入杜馬，但作為一個釋囚他不能夠就職。他成為了許多科學組織的會員，包括俄國航空俱樂部。他因為在1910年發表了著作《星星之歌》而再次被囚禁一年。
他的許多思想被認為是另類和大膽的。他猜想原子有複雜的層級結構，並且可被轉化。莫羅佐夫在他的元素周期表論文中預測了非活性氣體的發現。
莫羅佐夫在1907年發表了《雷雨中的〈啟示錄〉》，當中他為他的假說提出了證據：
- 約翰的《啟示錄》可被天文學推算出成書日期（英语：Apocalypse of John - dated astronomically）為395年9月30日。
- 《啟示錄》的作者就是約翰·克里索斯托。

莫羅佐夫在1910年代成為俄國的航空先驅。他駕駛過飛機和熱氣球，並曾經飛越過後來囚禁他的什利謝利堡要塞，以及在航空學校講課。他提出了一套能夠自動開啟並特別適用於高海拔航行的降落傘系統。莫羅佐夫在第一次世界大戰期間的1915年作為全俄地方自治組織聯盟的代表親赴前線救助病人和傷者。
莫羅佐夫在十月革命後對政治沒有多大興趣，因此從未加入蘇聯共產黨。然而，他還是被阿納托利·盧那察爾斯基任命為彼得格勒（列寧格勒）的P·S·萊斯格夫特自然科學研究院院長，一個直到他在92歲逝世仍然任職的職位。他根據像《天文學大成》那樣的天文學記錄，推測出大部分人類歷史都是被偽造的。他對中東和以色列公元前一世紀後年表的理論吸引到阿維托利·福緬科的注意，也就成了後者的新年表阴谋论的基礎。
莫羅佐夫在晚年時在烏格利奇以北，他的出生地博羅克村那裏建立了實驗室，來監測和研究內陸水域。他在1932年獲選為蘇聯科學院的榮譽院士 。

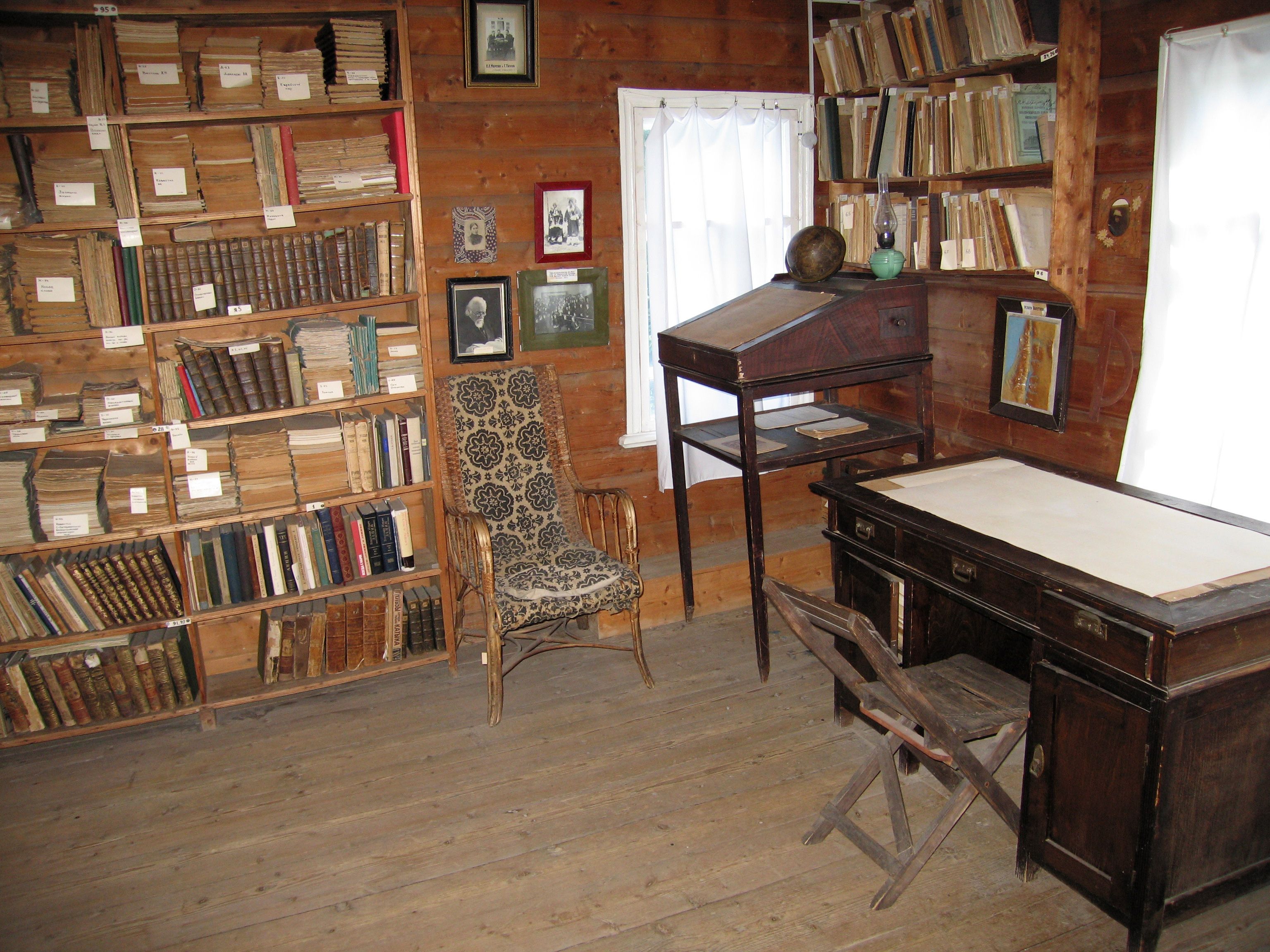
圖為博羅克村的莫羅佐夫故居。

莫羅佐夫以88歲的年齡應募加入苏联红军參與第二次世界大战。他在1939年上過狙擊手課程，並聲程正在研究一種新型望遠鏡瞄準器，需要在戰場上測試，威脅說若他不能應募他就直接去叫约瑟夫·斯大林本人介入。軍方領導作出了讓步，招募了他。他在1942年12月列寧格勒圍城戰期間被派往沃爾霍夫地區擔任狙擊手。儘管他需要配戴眼鏡，但他還是能夠準確地射擊，甚至有一次，他在雪地俯臥半天後成功擊殺一名德國軍官。他運用了他的學術訓練來加強他作為狙擊手的效能，研究子彈的彈道和為濕度及風向作出調整。一個月後他在反對被無視的情況下被撤出前線。他數個月後要求返回前線但不成功。他在1944年獲頒授保衛列寧格勒獎章和列寧勳章。
莫羅佐夫於1946年7月30日逝世，享年92歲。
他在博羅克村的紀念館對公眾開放，就在他墳墓的不遠處。小行星1210莫羅佐夫就是以他命名的。